# Graford
Graford – miasto w Stanach Zjednoczonych, w stanie Teksas, w hrabstwie Palo Pinto.